# Gobrias (elamski satrap)
Za ostale povijesne ličnosti pod imenom „Gobrias“ vidi: Gobrias (razdvojba)
Gobrias (perz. Gaubaruva; „onaj koji jede govedinu“, akad. Gubaru, elam. Kambarma, grč. Gobryes, lat. Gobryas) je bio perzijski plemić i jedan od sedmorice urotnika koji su 522. pr. Kr. ubili uzurpatora Gaumatu, odnosno pomogli Dariju Velikom da postane vladarom Perzijskog Carstva. Prema Herodotovoj priči, Gobrias se prilikom svrgavanja lažnog velikog kralja osobno hrvao s Gaumatom zbog čega je Darije oklijevao upotrijebiti mač, no Gobrias mu je doviknuo: „Probodi ga mačem makar prošao kroz nas obojicu!“. Darije je na to upotrijebio nož i ubio Gaumatu, dok je Gobrias prošao bez ozljeda. Njegova uloga u tom povijesnom događaju ovjerena je u djelima grčkog povjesničara Herodota, na Behistunskim natpisima, te na Darijevoj grobnici u Nakš-e Rustamu gdje se Gobrias spominje kao Darijev kopljonoša (perz. arštibara):

„Gobrias iz Patišuvariša, kopljonoša kralja Darija“

Patišuvariš je drevna planinska pokrajina sjeverno od Alborza u sjevernom Iranu (moderna pokrajina Mazandaran). Godine 521. pr. Kr. poslan je u Elam gdje je porazio pobunjenog kralja (satrapa) Atamaitu, nakon čega je služio kao elamski satrap. Prema Herodotu, godine 514. ili 513. pr. Kr. sudjelovao je i u Darijevoj neuspješnoj ekspediciji protiv europskih Skita. Grčki povjesničar pripovjeda kako su prilikom perzijske ekspedicije skitski kraljevi Dariju za dar poslali pticu, miša, žabu i pet strijela. Darije je to shvatio kao simbol skitske predaje odnosno udovoljavanja njegovih zathjeva za „zemljom i vodom“; miševi su trebali simbolizirati zemlju, žaba i ptica vodu, a strelice skitsku predaju oružja. Ipak, Gobrias je poklone protumačio potpuno suprotno, te je Dariju objasnio kako im Skiti vjerojatno poručuju: „Osim ako vi Perzijanci ne postanete ptice i odletite u nebo, ili miševi pa se sakrijete u zemlju, ili žabe koje bježe pod vodu, pobit ćemo vas ovim strijelama i nećete se vratiti kući“. Prema istoj priči, uoči bitke između Perzijanaca i Skita među dvije vojske uletio je zec za kojim su počeli trčati svi skitski vojnici, što je Darije protumačio kao skitsku nediscipliniranost pa je odlučio poslušati Gobriasov savjet.
Gobrias se oženio Darijevom sestrom Artazostrom (Radušdukda), koja mu je rodila sina Mardonija, budućeg Kserksovog generala tijekom grčko-perzijskih ratova. Također, Gobriasova kćer iz prethodnog braka udala se za Darija Velikog. Datum Gobriasove smrti ne može se precizno odrediti, no glineni zapisi iz Perzepolisa spominju kako je bio živ 498. pr. Kr., te kako je imao najvišu funkciju u carstvu odmah nakon velikog kralja i njegovog prijestolonasljednika.

## Poveznice
- Darije Veliki
- Gaumata
- Suzijana

| Prethodnik:                                 | Satrap Elama (jesen 521. - 490-ih pr. Kr.) | Nasljednik: |
| Atamaita (lipanj 521. - jesen 521. pr. Kr.) | Satrap Elama (jesen 521. - 490-ih pr. Kr.) | ?           |

## Vanjske poveznice
- [neaktivna poveznica]
- Gobrias 2. (Livius.org, Jona Lendering)  Arhivirana inačica izvorne stranice od 27. ožujka 2010. (Wayback Machine)
- Gobrias (Gobryas), AncientLibrary.com  Arhivirana inačica izvorne stranice od 4. listopada 2006. (Wayback Machine)